# Bank of the West Classic 2003
Bank of the West Classic 2003 — жіночий тенісний турнір, що проходив на відкритих кортах з твердим покриттям Taube Tennis Center у Стенфорді (США). Належав до турнірів 2-ї категорії в рамках Туру WTA 2003. Відбувсь утридцятьдруге і тривав з 21 до 27 липня 2003 року. Друга сіяна Кім Клейстерс здобула титул в одиночному розряді, свій другий на цьому турнірі (перший був 2001 року), і отримала 97 тис. доларів США.

## Фінальна частина

### Одиночний розряд
Кім Клейстерс -  Дженніфер Капріаті, 4–6, 6–4, 6–2
- Для Клейстерс це був 5-й титул в одиночному розряді за сезон і 15-й — за кар'єру.

### Парний розряд
Кара Блек /  Ліза Реймонд —  Чо Юн Чон /  Франческа Ск'явоне, 7–6(7–5), 6–1